# SS France (1961)

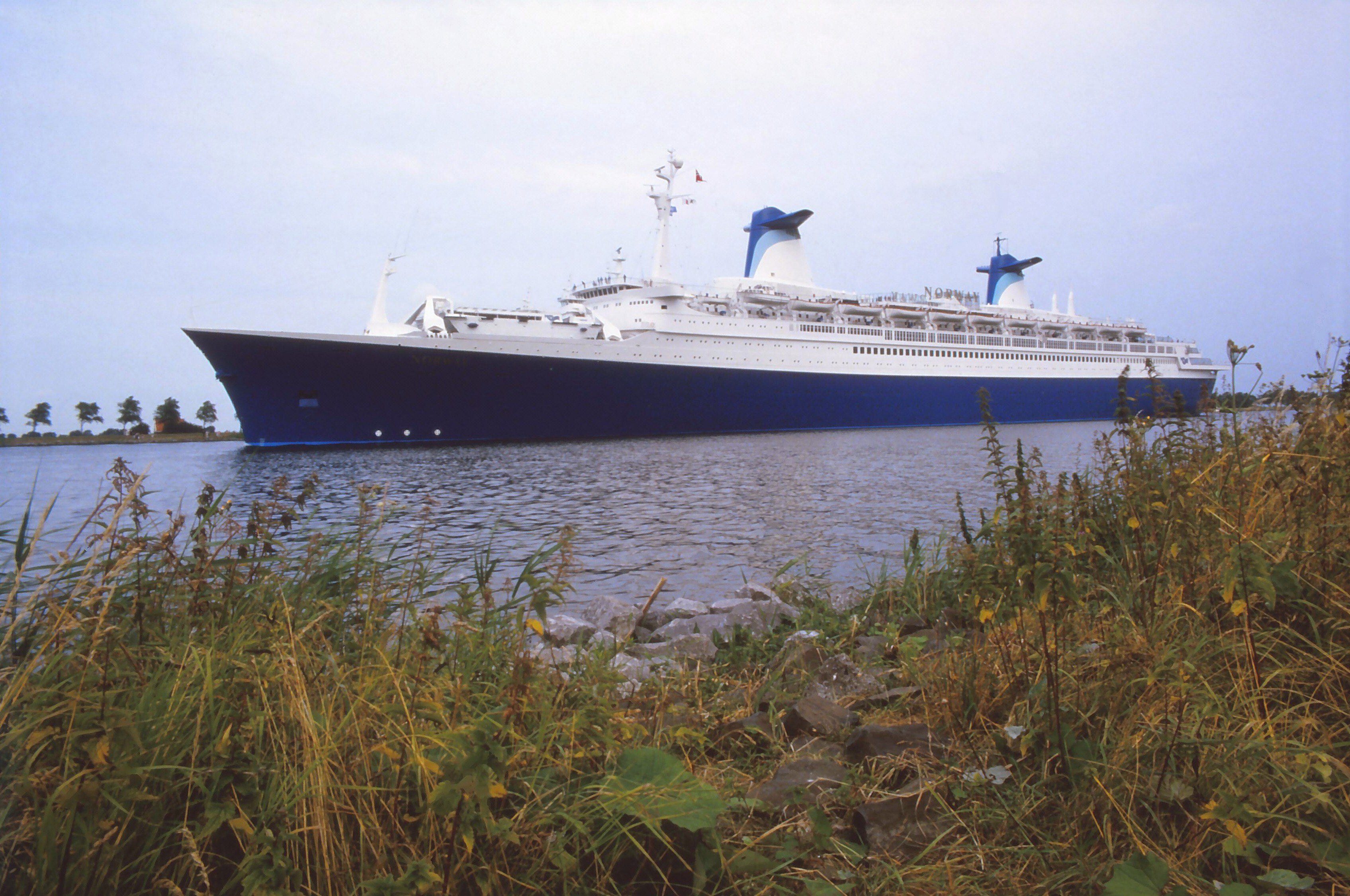
SS Norway i Velsen i Nederländerna

SS France var ett franskt oceangående passagerarfartyg som seglade för Compagnie Générale Transatlantique.
SS France byggdes av Chantiers de l'Atlantique vid dess varv i Saint-Nazaire i Frankrike och premiärseglade i februari 1962. Hon var det längsta passagerfartyg som byggts, fram till dess den 345 meter långa Queen Mary 2 byggdes 2004.
SS France var rederiets flaggskepp 1961-74 och kombinerade regelbundna seglatser över Atlanen med enstaka kryssningar vintertid liksom två världsomseglingar. Hon köptes 1979 av Norwegian Cruise Line och döptes om till SS Norway. Hon skrotades 2008. Som SS Norway var hon flaggskepp för Norwegian Cruise Line från 1980 till  omkring 2001.